# 人畜無害殺人事件
『人畜無害殺人事件』（じんちくむがいさつじんじけん）は、日本の小説家赤川次郎によって1988年に発表された、大貫警部シリーズの推理小説短編集である。

## あらすじ
河村昭一という男が殺害された。奇妙なのは、彼が裸で、しかも彼の娘のベッドで殺されていた、ということだった。大貫警部は例によって例のごとく、犯人は妻だと決め付けるが、河村という男は全く善良な人物であり、動機の捜査に難航する。

## 収録作品
- 不言実行殺人事件
- 不眠不休殺人事件
- 慶弔禍福殺人事件
- 人畜無害殺人事件

## 主な登場人物
- 大貫警部 - 警視庁きっての迷惑男
- 井上安弘 - 大貫警部の部下
- 向井直子 - 井上刑事の恋人